# Anne-Kathrine Kremer
Anne-Kathrine Kremer (* 30. Dezember 1987) ist eine deutsche Fußballtrainerin und ehemalige Fußballspielerin.

## Karriere

### Spielerin
Kremer wechselte Anfang 2010 vom RSV Germania Pfungstadt zum 1. FFC Frankfurt und avancierte in deren zweiten Mannschaft bereits in der ersten Halbsaison zur Stammtorhüterin. Dabei verdrängte sie die Spielerinnen Denise Bauer, Stephanie Ullrich und Nicole Janischewski, die im bisherigen Saisonverlauf abwechselnd das Tor gehütet hatten. Nach zwei weiteren Saisons für die zweite Mannschaft gab Kremer am 28. Mai 2012, dem letzten Spieltag der Saison 2011/12, ihr Erstligadebüt beim 5:3-Sieg im Heimspiel gegen den FCR 2001 Duisburg. Im Sommer 2017 gab man zum Ende der Saison die Trennung von Kremer bekannt. Sie unterschrieb am 29. Juni 2017 mit ihrer Frankfurter Mitspielerin Peggy Nietgen beim Bundesliga-Aufsteiger 1. FC Köln. Noch vor Ablauf der vereinbarten Vertragslaufzeit wechselte sie zur Saison 2018/19 zum SC 13 Bad Neuenahr, für den sie – nunmehr als Abwehrspielerin – in elf Punktspielen in der viertklassigen Rheinlandliga zum Einsatz kam und drei Tore erzielte.

### Trainerin
Von 2018 bis 2020 war sie als Torwarttrainerin der B-Juniorinnen des Vereins tätig und bereits 2019 als hauptverantwortliche Fußballtrainerin der in drittklassigen Regionalliga Südwest spielenden ersten Frauenmannschaft des SC 13 Bad Neuenahr.